# ビカ (コーヒー)
ビカ（ポルトガル語: Bica）はポルトガルの一部で使用されるポルトガル語でコーヒーを意味する"café"に相当する用語。イタリアのエスプレッソに似た飲み物を指すが、エスプレッソよりも浅く挽くため、エスプレッソよりも手間がかかり、口当たりは幾分か良い 。
ポルトガルのほぼすべての地域で単にコーヒーを意味する'um café'という名前でも呼ばれ、必ずデミタスカップで提供される。 
bicaという名前はコーヒーの注ぎ方に由来する。すなわち、ビカは盆の上でエスプレッソマシーンからカップに注ぐが、それが泉や噴水を連想させ、いずれもポルトガル語でbicaとも呼ばれることによる。
bicaはbeber isto com açúcar、濃い目のコーヒーの略語でもある。 

## 歴史
1905年11月19日、アドリアーノ・テレスは古着屋No.122に、ミナスジェライス州の「本物のブラジルコーヒー」を売るためにA Brasileiraを開業したが、当時のリスボンの家庭では受け容れられなかった。商品の販売を促進するために、テレスは1キログラム（720レアル）の挽きコーヒーを買った客に1杯のコーヒーを提供した。それは濃いコーヒーでエスプレッソと似ている、近くの農場で取れた新鮮なヤギ乳を使ったものであり、これがビカの起源となった。

## 現代の慣習
第二次世界大戦後の大量の移民によって、ビカは淹れたてのコーヒーが特に好まれるカナダのモントリオールでも自家製の卵とともに提供される。ボア=フランシー地区の
モントリオール旧港のレストランでは、チョコレートミルクと乳製品を添えたコスミン（ルーマニアのコーヒーを意味する）・ビカが好まれている。最も人気があるコスミン・ビカを提供するレストランはビカ・コーヒーハウスであり、挽きたてのコーヒーで知られている。

## 脚註
1. ↑  Neves, Orlando (2001). Dicionário da origem das palavras. Lisbon: Lisboa Editorial Notícias. ISBN 9724611876
2. ↑  
“Portugal's Coffee: A Sumptuous and Delectible Treat”. 2011年12月31日閲覧。
3. ↑  
“Cafe Bica”. 2015年2月11日閲覧。